# Zakościele (Bolmin)
Zakościele – część wsi Bolmin w Polsce, położona w województwie świętokrzyskim, w powiecie kieleckim, w gminie Chęciny.
W latach 1975–1998 Zakościele administracyjnie należało do województwa kieleckiego.